# Schipfe
Die Schipfe ist ein historisches Quartier der Schweizer Stadt Zürich.

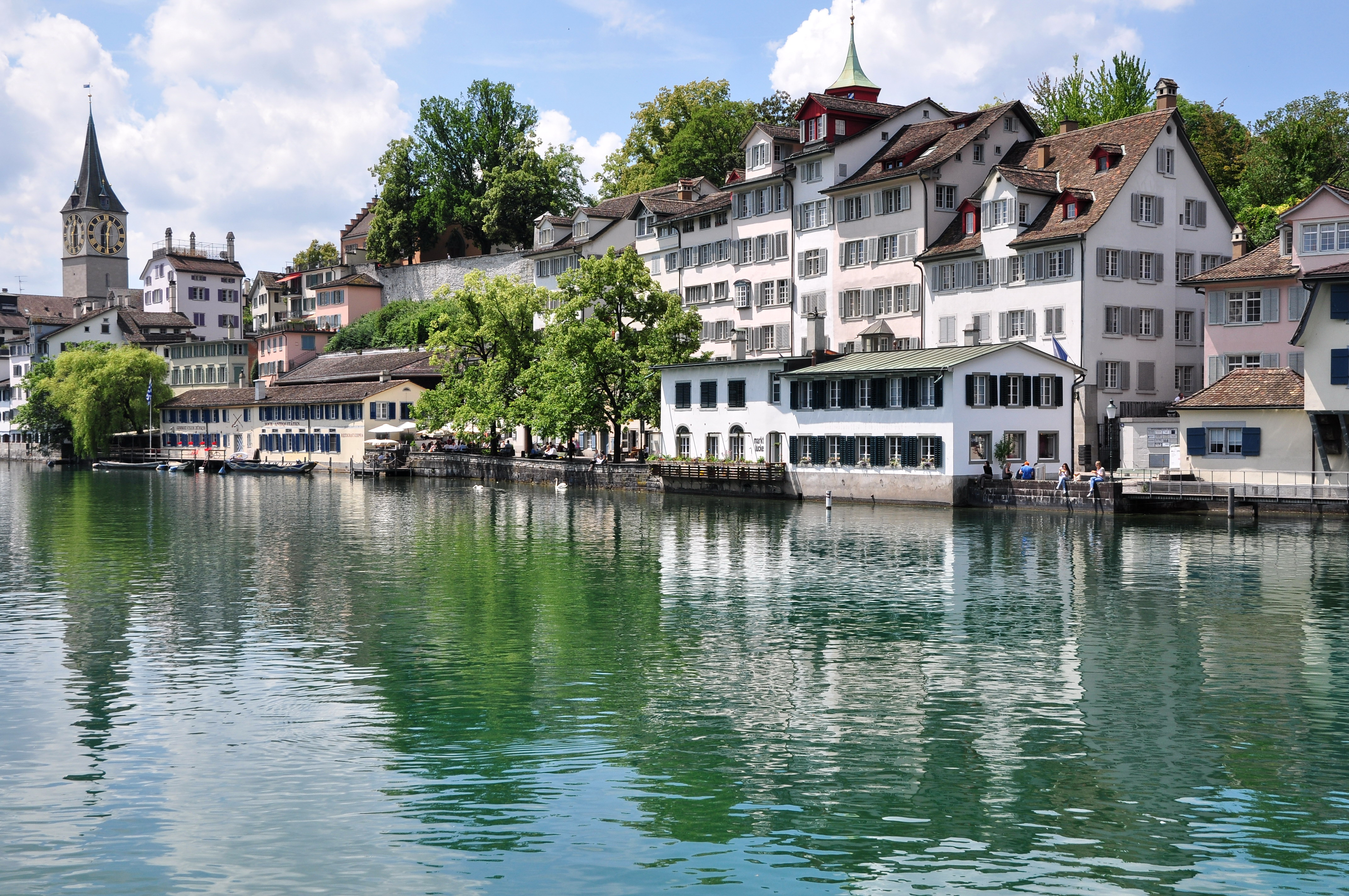
Ansicht vom Limmatquai auf Limmat, Schipfe und St. Peter

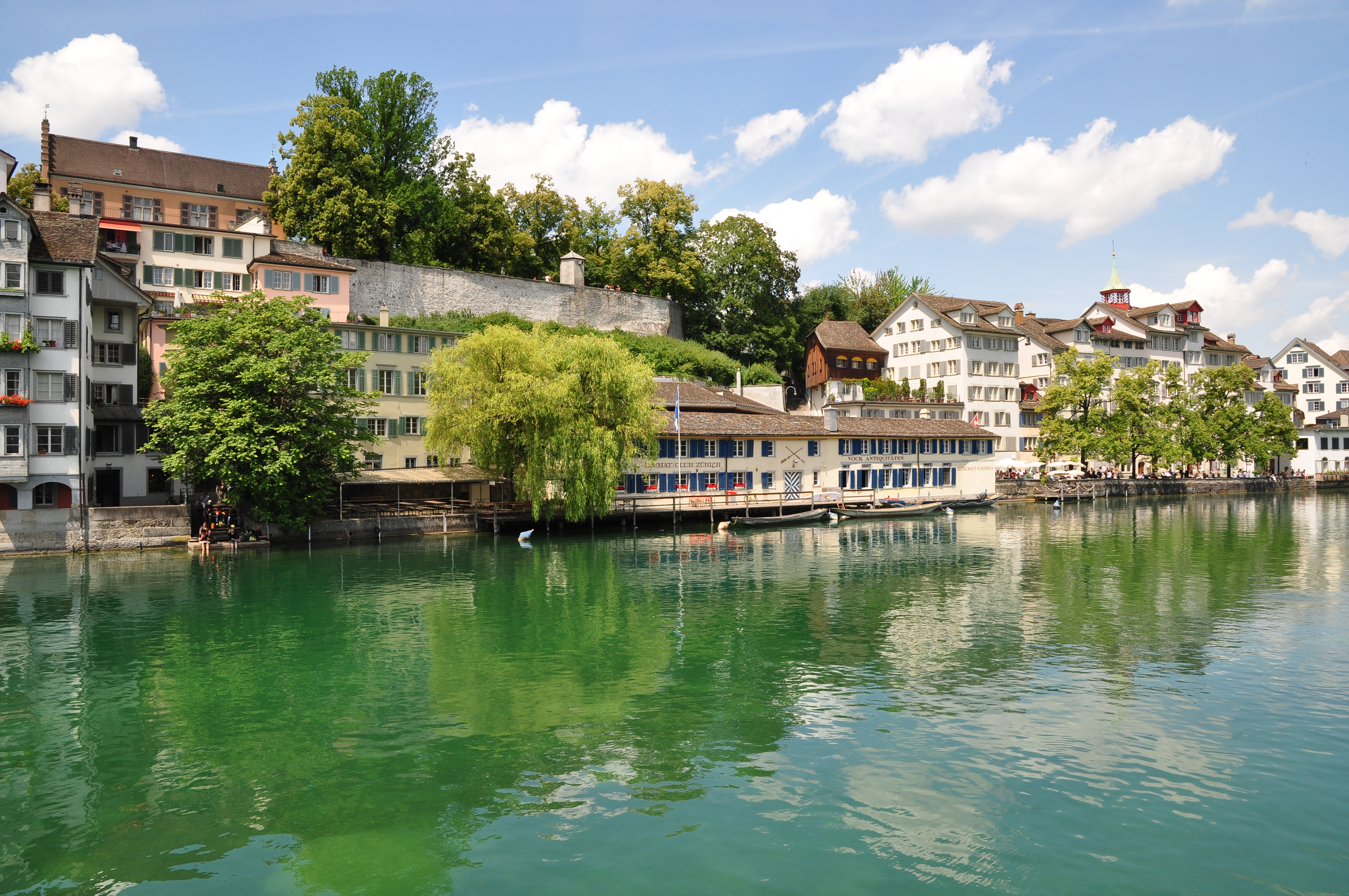
Ansicht vom Limmatquai auf Limmat, Schipfe und den Lindenhof

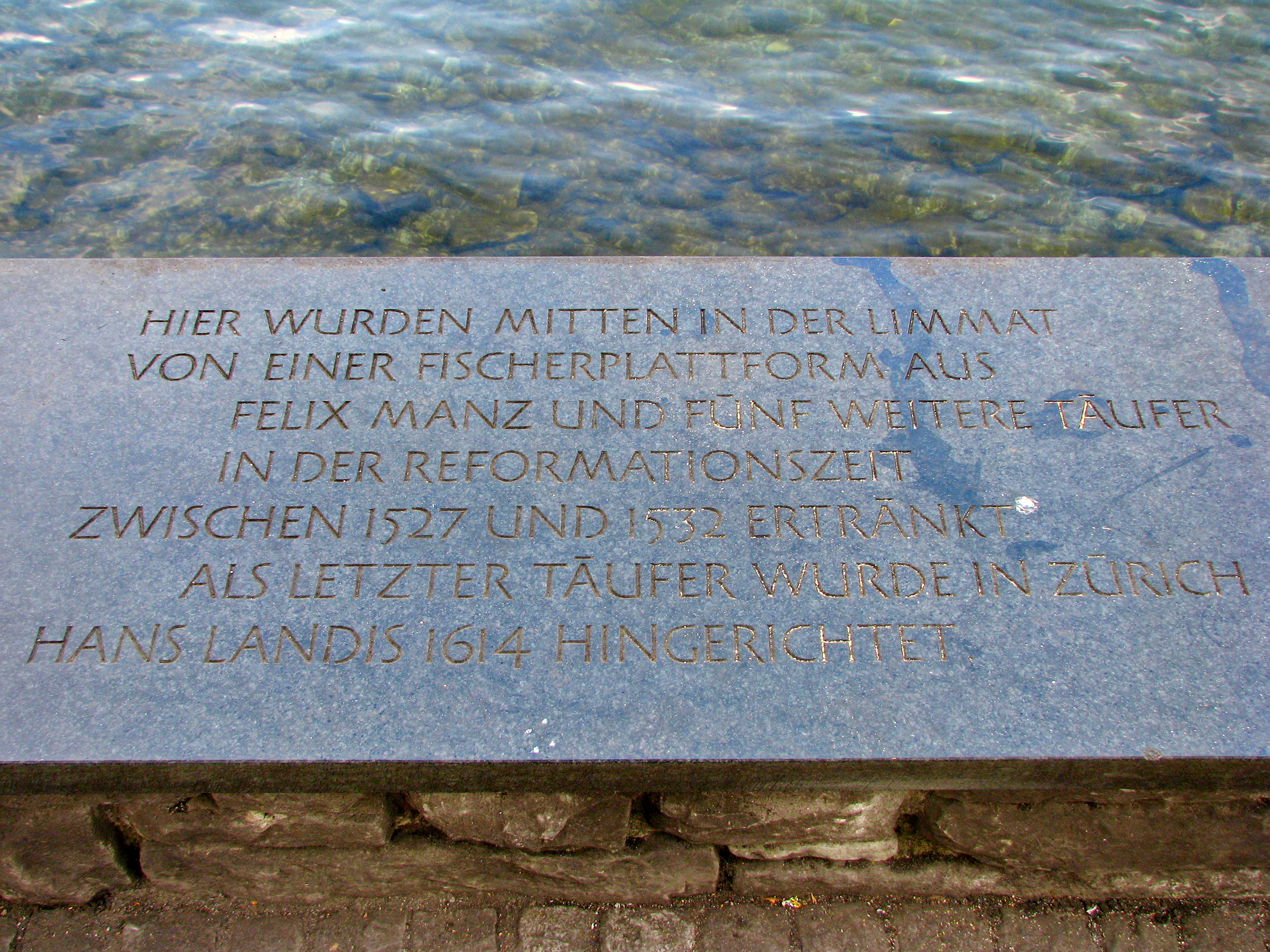
Mahnmal für die in der Limmat ertränkten Mitglieder der Täufer-Bewegung

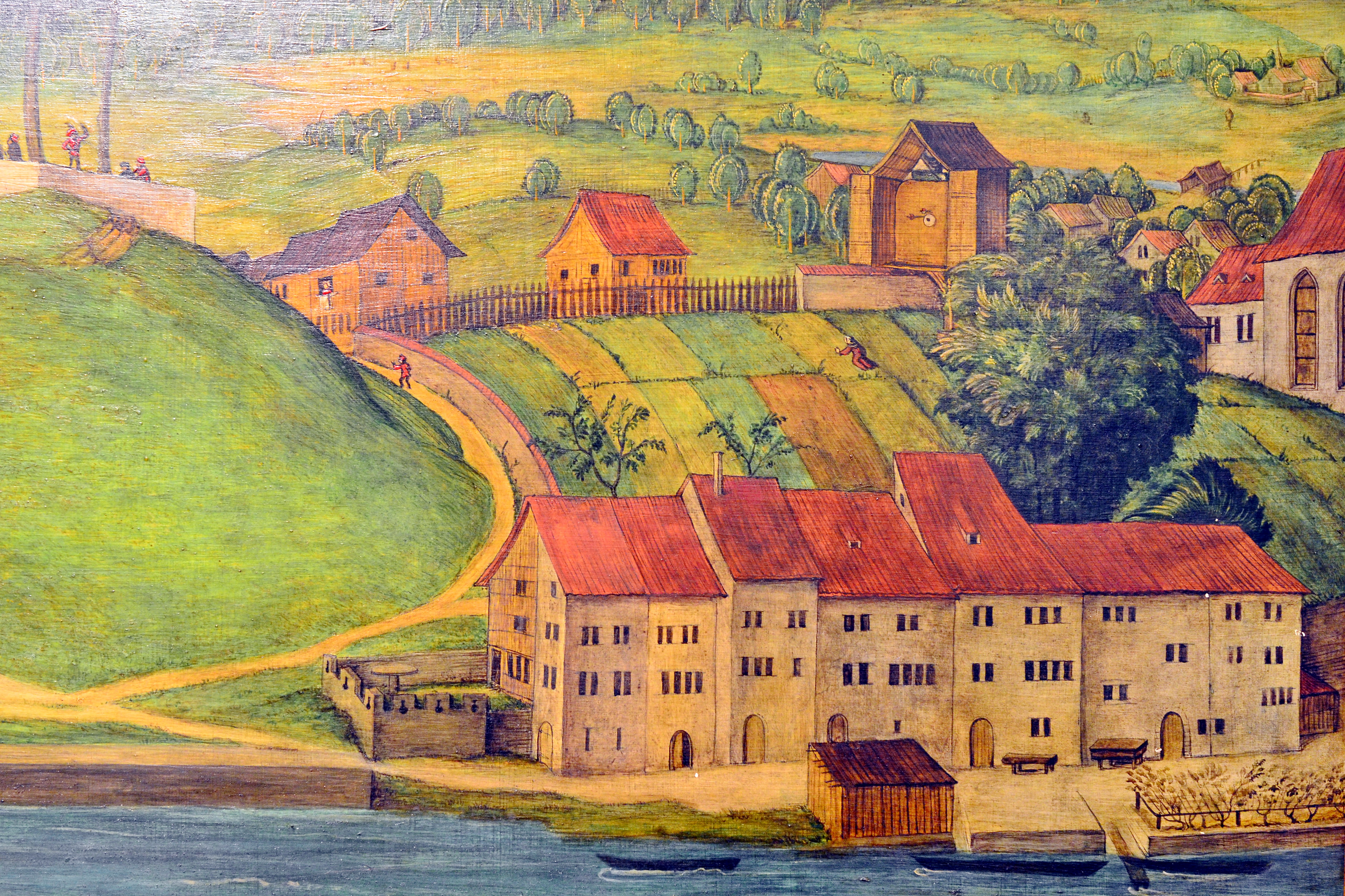
Die Schipfe am Ende des 15. Jahrhunderts, Darstellung auf den Altarbildern von Hans Leu dem Älteren

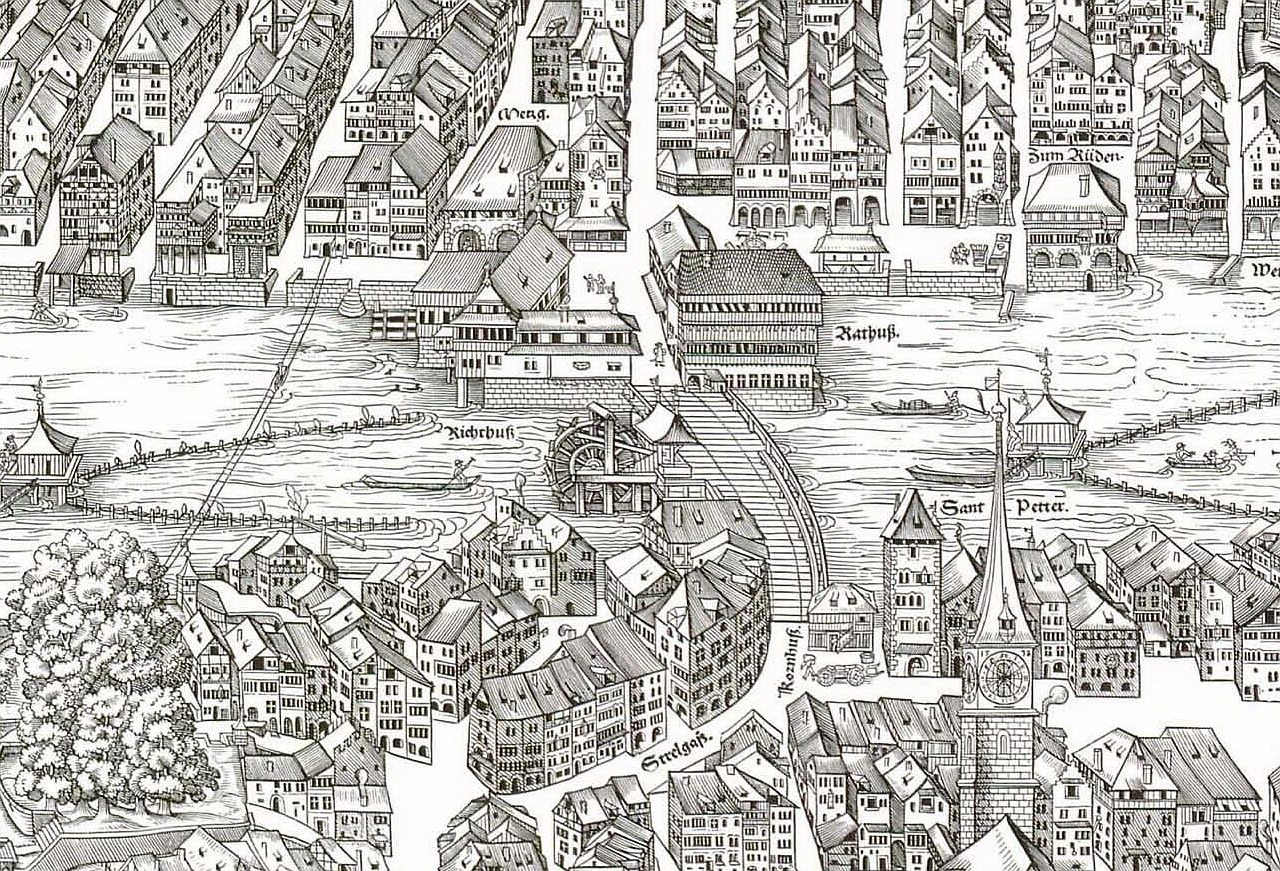
Die Rathausbrücke (Bildmitte) und links die ersten Häuser der Schipfe auf dem Murerplan (1576)

## Lage und Namensherkunft
Die Schipfe (405 m ü. M.) liegt zwischen Weinplatz/Rathausbrücke (Strehlgasse) und der Oetenbachgasse und verläuft – unterhalb des Lindenhofs – entlang dem linken Limmatufer in Richtung Hauptbahnhof bis zur Rudolf-Brun-Brücke. Heute ist die Schipfe kein eigenständiger Stadtteil mehr, sondern gehört zum Quartier Lindenhof (Kreis 1). Die Erhebung statistischer Daten erfolgt in Zürich in 216 sogenannten statistischen Zonen, welche sich aus der Stadtquartier-/Kreisnummer und einer Laufzahl (01301 für die Schipfe) zusammensetzt.
Der Name Schipfe geht auf die erstmals im Jahr 1292 erwähnte Bezeichnung Schüpfi zurück, im ursprünglichen Sinne von «Uferverbauung» und «Landfeste». Sie diente als Anlegestelle für die Limmatschiffe, an der die Schiffer ihre Weidlinge mit einer Tragfähigkeit von ungefähr 1,5 Tonnen ans Ufer schoben. Die Wortherkunft lässt sich auch vom heute noch gebräuchlichen Schweizerdeutschen schupfen («schieben») ableiten.

## Geschichte
Der Stadtteil gehört zum ältesten, dauerhaft besiedelten Gebiet der heutigen Stadt Zürich. Spätestens in der Mittelbronzezeit (um 1500 v. Chr.) dürfte das Umfeld des Lindenhofs bewohnt gewesen sein, wie Fundstücke von Werkzeugen aus der Limmat vermuten lassen. Eine keltische Siedlung ist für das 1. Jahrhundert v. Chr. nachgewiesen. Die Besetzung des Lindenhofes durch römisches Militär datiert die moderne Forschung auf das Jahr 15 v. Chr., als der kleine, unbefestigte Vicus Turicum um die Zollstation im Umkreis der Rathausbrücke entstand. In spätrömischer Zeit wurde während der Regierungszeit von Kaiser Valentinian I. auf der Hügelkuppe ein Kastell errichtet, das die Zollstation gegen die im Verlauf der Völkerwanderung aus dem Norden vordringenden Alamannen sichern sollte.
Die Fischereirechte wurden von der Stadt verwaltet, und Fischer dürften wohl bereits im frühen Mittelalter an der Schipfe ihre Häuser gebaut haben, ebenso vermutlich hier wohnende Gerber. 1357/1358 wird die «Badstube an Schüpfen» (Haus Pelikan) erwähnt, mit Bademeister, Schröpfer und Zahnbrecher. Spätestens ab dem ersten Viertel des 15. Jahrhunderts diente die Schipfe als Anlegestelle für die Limmat-Schifffahrt.
Flussabwärts, am westlichen Ende der Schipfe befanden sich fünf Mühlen auf dem Unteren Mühlesteg und die Papierwerdinsel, wie auf dem Murerplan (1576) von Jos Murer zu erkennen ist. Die Mühlen in Limmat und Sihl gehörten im Mittelalter zum umfangreichen Grundbesitz der Fraumünsterabtei. Von Hans Georg Werdmüller wurde 1666 das städtische Wasserrad an der Schipfe errichtet: Das erste Pumpwerk der Stadt pumpte Flusswasser auf den Lindenhof, von wo das Wasser in die Altstadt verteilt wurde. Einige Jahre später erfolgte der Bau einer zweiten, von der Rathausbrücke ausgehenden Wasserleitung.
Im 16. Jahrhundert hatte sich die Seidenindustrie im Quartier angesiedelt und begründete die Geschichte des «Wollenhofs» (heute Heimatwerkgebäude), der 1830 bis zu 500 Seidenweber beschäftigte und 1835 für den Vertrieb eine Niederlassung in New York betrieb. Die älteste Wochenzeitung der Limmatstadt, die «Zürcherische Freitagszeitung», wurde von David Bürkli 1674 im Haus Schipfe 33 herausgegeben.
Hans Caspar Escher gründete 1805 mit dem Bankier Salomon von Wyss, mit Hauptsitz im «Haus zum Felsenhof», bei der Neumühle die Firma Escher, Wyss & Co. Prägend für die Schipfe wurde während einiger Jahrzehnte die vom Unternehmen gebauten Dampfschiffe, die hier nach ihrer Fertigstellung vorübergehend vor Anker lagen.
In Anwesenheit von Stadtrat Robert Neukomm erfolgte am 7. Juli 2004 anlässlich des Begegnungstags der reformierten Kirchen und Täufer die Einweihung einer schwarzen Basaltplatte an der Ufermauer (gegenüber Haus Nr. 43): «Hier wurden mitten in der Limmat von einer Fischerplattform aus Felix Manz und fünf weitere Täufer in der Reformationszeit zwischen 1527 und 1532 ertränkt. Als letzter Täufer wurde in Zürich Hans Landis 1614 hingerichtet.»

## Gegenwart
Sein heutiges Aussehen mit der feingliederigen Häuserzeile erhielt das Limmatquartier weitgehend im 17. und 18. Jahrhundert. Die anliegenden Häuser haben klangvolle Namen wie Grosser Luchs, Grosser Erker, Hohe Tanne, Steinböckli, Fischgrat, Fortuna, Lachs, Kleine Badestube, Unter dem Schöpfli, Pelikan, Gelber Leu, Meerwunder, Muschel oder Steg. Die meisten von ihnen wurden etappenweise 1911–1913 und 1936–1938 durch das städtische Hochbauamt renoviert. Die Erdgeschosse sind an das Kunst- und Kleingewerbe vermietet, während in den oberen Geschossen Wohnungen entstanden sind, in denen 461 Menschen in 388 Haushalten leben. Praktisch alle Schipfehäuser sind im Besitz der Stadt.
Zwar erfreut sich der historische Stadtteil bei Touristen grosser Beliebtheit und gehört zu den populären Fotomotiven in Zürich – trotz seiner idyllischen und exponierten Lage gegenüber dem Limmatquai, dürfte das Quartier aber bei Einheimischen eines der weniger bekannten Zürichs sein. Die Anwohner und Gewerbetreibenden versuchen seit mehreren Jahren, die Aufmerksamkeit mit Aktionen und Präsenz unter anderem beim Zürifäscht und mit der «längsten Geranienkiste der Welt» (im Guinness-Buch der Rekorde) ins Bewusstsein der Stadtbevölkerung zu bringen.